# Horch
Horch (Горх) — з 1899 року німецький виробник автомобілів та тракторів. Штаб-квартира розташована у Цвікау. У 1920 році компанію купує Моріц Штаусс. 29 червня 1932 року відбулося злиття фірм DKW, Audi, Wanderer і Horch в єдиний концерн Auto Union. У 1958 році компанія припинила виробництво автомобілів.

## Август Горх. Заснування компанії
Август Горх починав свою кар'єру з підмайстра коваля, потім сам став ковалем, згодом закінчив інженерний технікум. Коли отримав диплом, працював на суднобудівній верфі. 1896 року влаштувався на Benz & Cie. Там Август працював протягом трьох років, відповідаючи за виробничу програму фірми. Однак у 1899 році він вирішив заснувати власну справу.

## Початок виробництва автомобілів

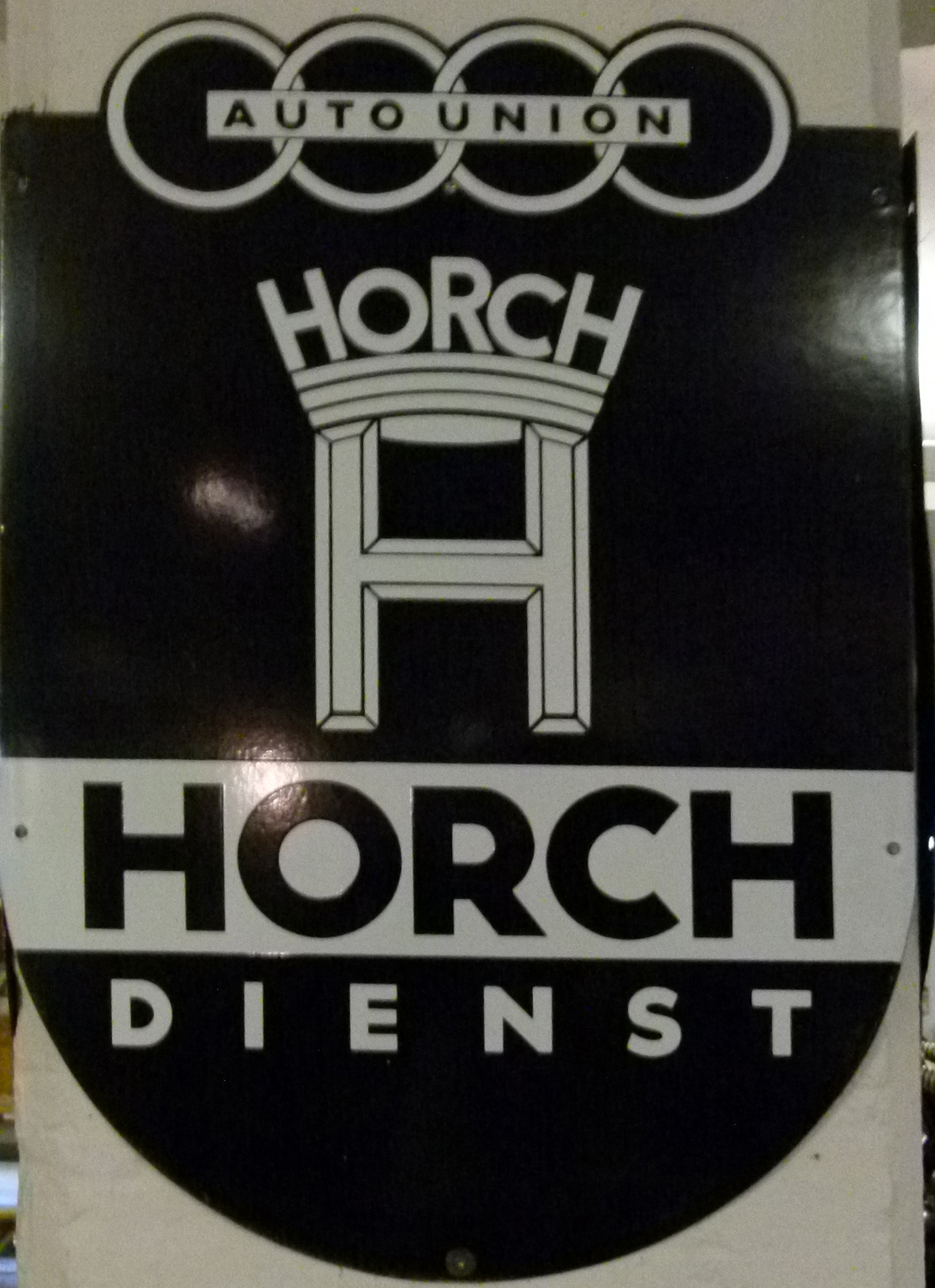
Логотип Horch

За фінансової допомоги Саллі Гертца Август Горх засновує в передмісті Кельна — Еренфельді фірму A.Horch und Cie. Спершу фірма займалася ремонтом автомобілів марки Benz. У 1900 році він вирішує, що може й сам будувати автомобілі, та конструює свій перший автомобіль. Це був 2-циліндровий 5-сильний автомобіль, який міг розганятися аж до 30 км/год. Двигун автомобіля розташовувався спереду, привід на задні колеса здійснювався шкіряним ременем. Так починалася знаменита згодом марка. Автомобілі вигідно відрізнялися від консервативних автомобілів Карла Бенца. Загалом Август Горх виготовив близько 10 таких "войтюреток".

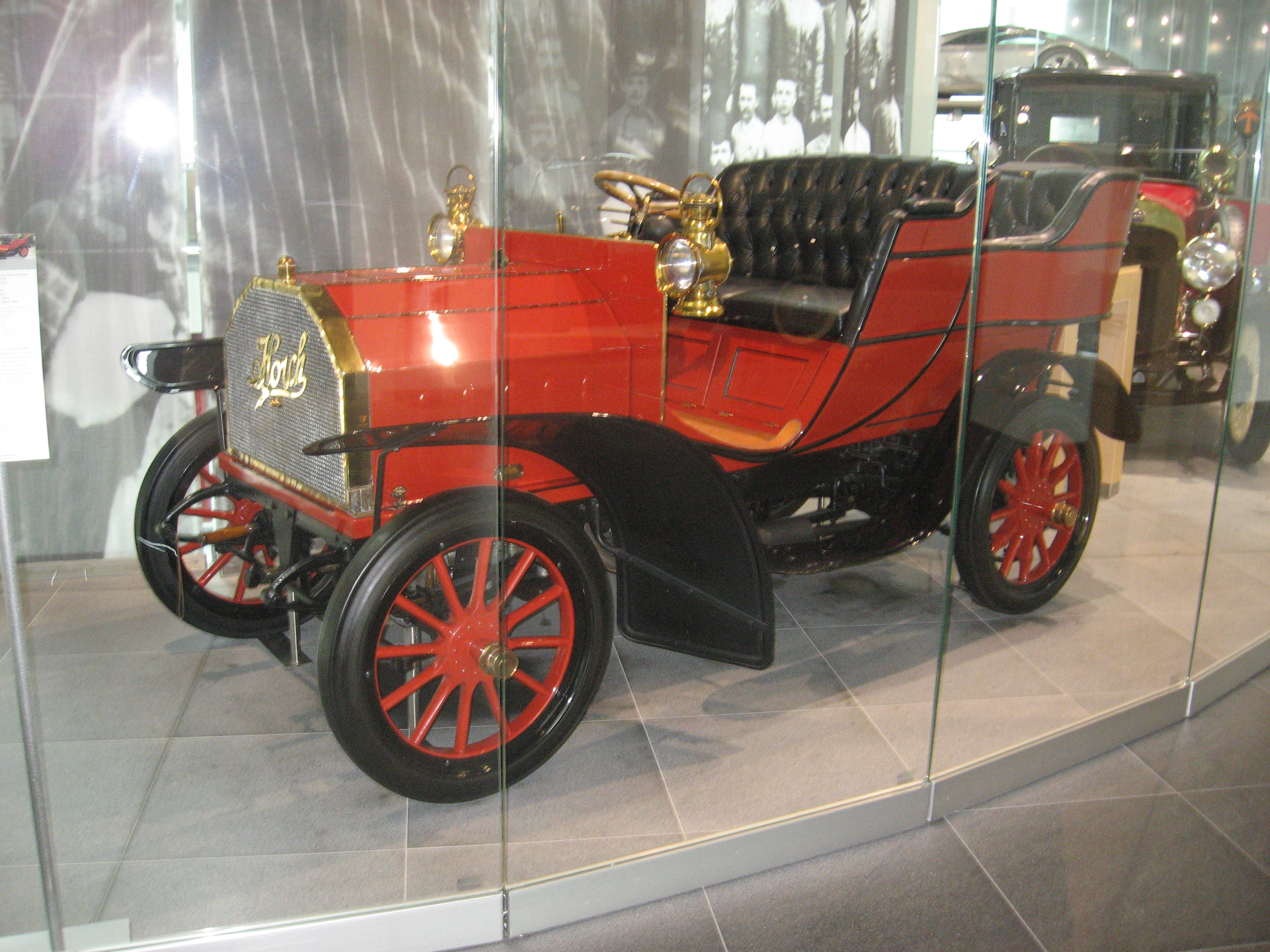
Horch 10/12PS Tonneau

Однак грошей на розширення виробництва бракувало, тоді Горх звертається до Моріса Бауера по фінансову підтримку, і фірма переїжджає 1902 року в Райхенбах-ім-Фогтланд, земля Саксонія. Там Горх будує другу модель автомобіля, цього разу вона також має 2 циліндри, але при об'ємі в 2.5 л двигун розвиває вже 12 к.с., і вперше в Німеччині комплектується карданним валом. Ця машина мала непоганий попит — фірма поставила клієнтам близько 40 таких автомобілів.
Там же Горх разом із Фріцом Зейделем починає проєктувати перший німецький 4-циліндровий автомобіль. Незабаром був готовий 2.6 л двигун потужністю 17 кінських сил. Автомобіль отримав такі інноваційні для початку століття механізми, як подвійне запалювання від магнето, два акумулятори, триступеневу коробку передач, пневматичні шини. Триступенева коробка передач з постійним зачепленням шестерень мала шарикові підшипники в конструкції, що робило її доволі безшумною. Усі зовнішні механізми були заховані в чохли, що оберігало їх від бруду, пилу й вологи.
Незабаром Фрідріх Пауль Фікентшер пропонує розширити фірму й виробничі потужності та переїхати в столицю Саксонії — Цвіккау. Тут 10 травня 1904 року Фікентшер, Горх і ще декілька інвесторів засновують акціонерне товариство August Horch & Cie Motorwagenwerke AG.
На новому місці починається випуск модернізованої 14/17, об'єм двигуна був збільшений до 2.75 л, потужність зросла до 22 к.с. Машина отримала індекс 18/22PS. За рік з'являється більша модель, що технічно практично ідентична моделі 18/22PS, крім об'єму двигуна, який був майже вдвічі більшим — 5.8 л, а його потужність дорівнювала 40 к.с.

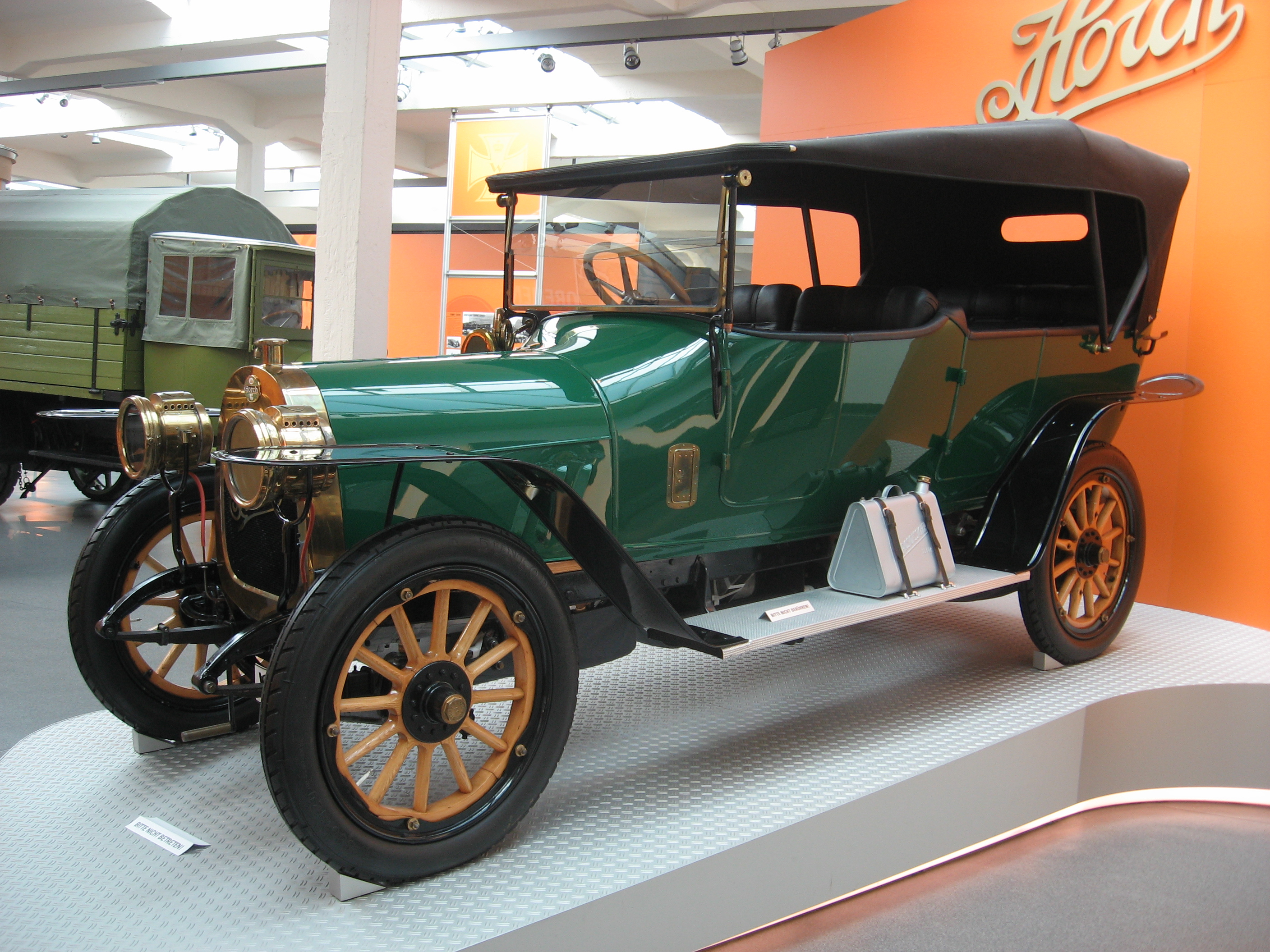
Horch 18/22PS Tourer

6 червня 1906 року адвокат Рудольф Штосс узяв участь у гонках Herkomer-Konkurrenz, що тривали протягом шести днів — за цей час треба було подолати 1700 км. Штосс прийшов до фінішу першим на автомобілі Horch 18/22PS. Ця перемога, безумовно, була найкращою рекламою для фірми, оскільки в гонці взяло участь 159 екіпажів.
Наприкінці 1906 року був готовий перший німецький 6-циліндровий двигун, робота над яким розпочалася ще 2 роки тому. Двигун об'ємом 8.7 л і потужністю 60 к.с. встановили на 31/60, який зовні не відрізнявся від 35/40. У 1907 році на Kaiserpreis було виставлено три екіпажі моделей 26/65 із двигуном 7.8 л, проте всі машини зійшли з гонки через проблеми зі зчепленням. Пізніше Горх сказав: "Напевно, я був п'яний, оскільки випустив на трасу машини з такими дефектами".
Цього ж року Штосс вирішує повторити свій успіх на гонках Herkomer (які, до речі, проводилися в останній раз, цю серію відновлять тільки в 2005 році, і брати в них участь будуть машини тієї епохи, коли проводилися справжні баталії). Однак Штосс вибуває з гонки, оскільки на ходу в його машині зламалася передня підвіска.

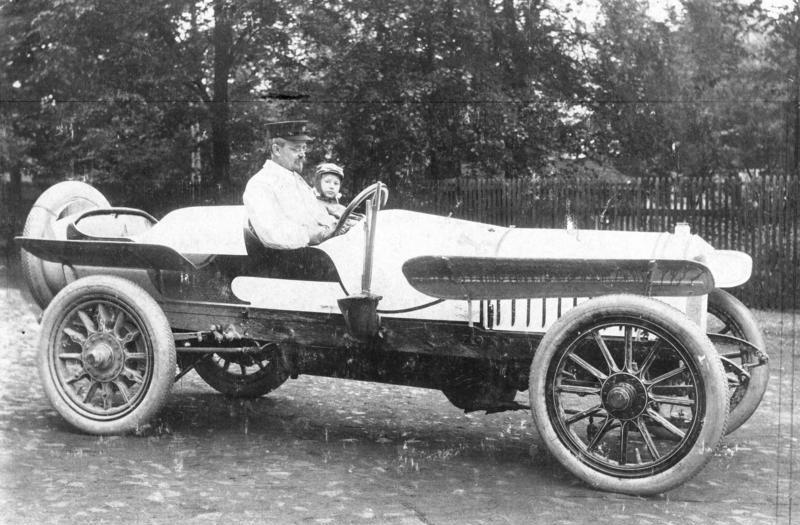
Horch 11/22PS Kathe Rennwagen

Не маючи нового гідного автомобіля для змагань, Горх у 1908 році вирішує виставити стару (на той момент перебувала у виробництві) модель 18/22PS, яку до того часу перейменували на 11/22PS. Горх замовляє два кузови для спортивних автомобілів у кузовобудівної фірми "Kathe". Ці кузови були низькими, і автомобілі могли розганятися до 85 км/год. Двигуни автомобілів були форсовані до 28 к.с., і вони досить непогано виступили на Kaiserpreis, проте результати були оскаржені, оскільки кузов не був серійним, що не відповідало регламенту гонок.
У виробничій програмі на цей рік, крім вищезазначених моделей, були 23/40 з 5.8 л 4-циліндровим двигуном потужністю 40 к.с.
Незабаром після гонок між власниками фірми і Горхом назрів конфлікт, внаслідок якого Горх йде з фірми, а разом з ним і один із засновників підприємства — Пауль Фікентшер. Пауль, його племінник Франц і Август Горх 16 липня 1909 року засновують нову фірму — August Horch Automobilwerke GmbH, проте незабаром власники August Horch & Cie Motorwagenwerke AG подають до суду за використання торгової марки Horch. Суд виносить рішення на користь фірми, заснованої в 1904 році, і компаньйонам треба придумати нову назву. Тоді студент Франц Фікентшер зауважив, що Horch — це наказова форма слова "Нören", тобто чути, що по-латині вимовляється як Audi. Так і вирішено було назвати фірму — Audi Automobilwerke GmbH Zwickau.
У зв'язку з тим, що в нову фірму "Ауді" пішов сам Горх, а незабаром і інженер Август Херрманн Ланг, який поділяв погляди Горха, фірмі "Горх" доводиться шукати нового інженера. Незабаром головним інженером став Георг Паульманн, який розробив цілу серію моделей.
Першою з його робіт пішла в серію 4-циліндрова машина 25/60, її робочий об'єм становив 6.4 л, а потужність дорівнювала 55 к.с., на машину була встановлена 4-ступенева коробка передач. Ця конструкція могла розвивати швидкість до 100 км/год.
У 1910 році всі автомобілі, розроблені до Паульманна, були замінені новим модельним рядом з 4-циліндровими двигунами: 10/30PS з 2.7 л / 25 к.с.; 12/30PS з 3.2 л / 28 к.с. і 17/45PS з 4.2 л / 45 к.с. До кінця року модель 10/30PS була замінена більш потужною моделлю 15/30, яка мала двигун 2.6 л, але потужність зросла до 30 сил.

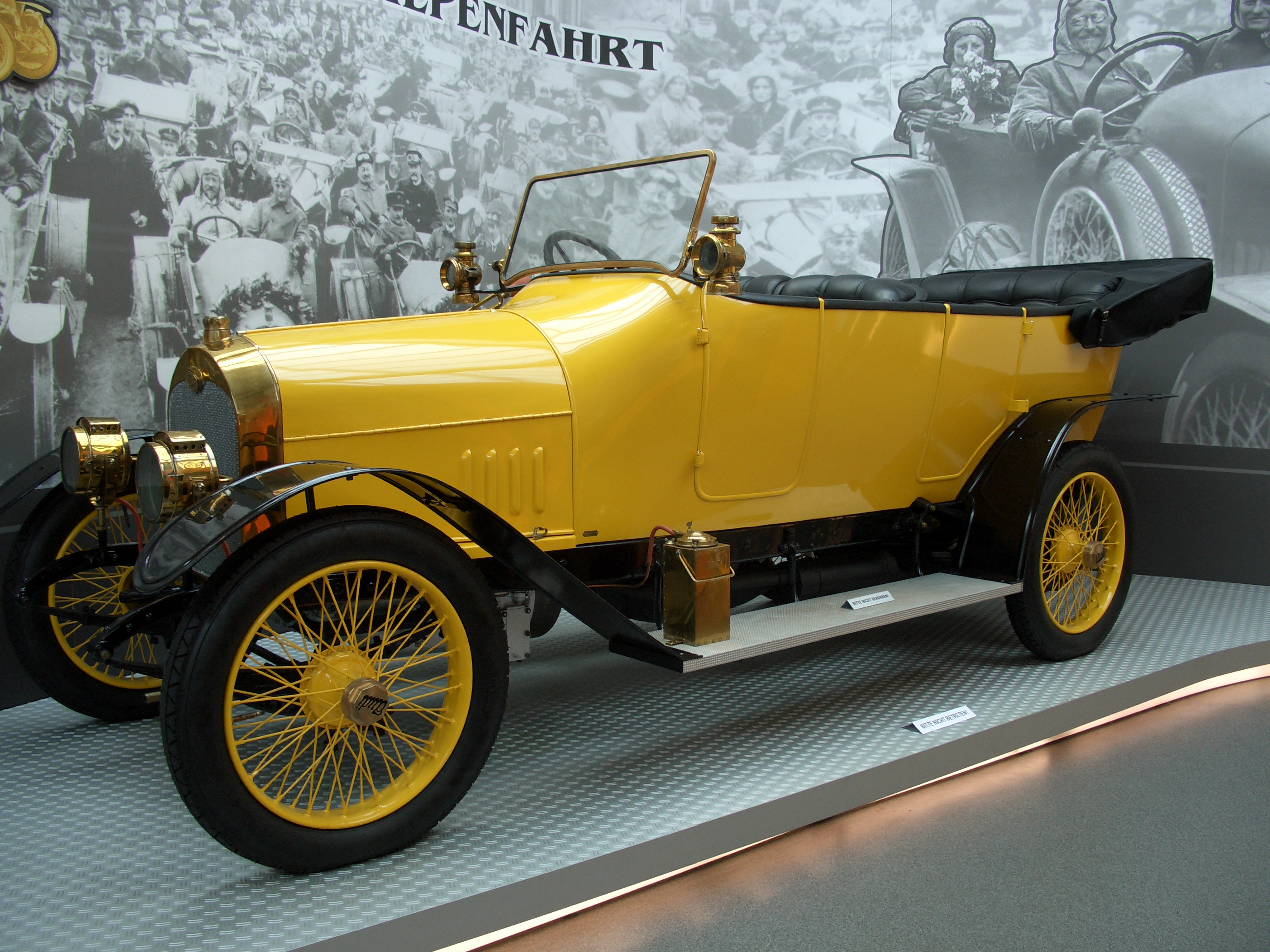
Horch 12/28PS Phaeton

У 1911 році з'являються автомобілі малого класу, більш доступні покупцям: 6/18PS з 1.6 л двигуном, потужністю 18 сил і 8/24PS з 2.1 л двигуном, також модель з 3.2 л двигуном була злегка дефорсована, ця машина отримала індекс 12/28PS. Через рік з'являється модель більш ніж 12/28 — 14/40, яка має під капотом 3.6 л двигун.

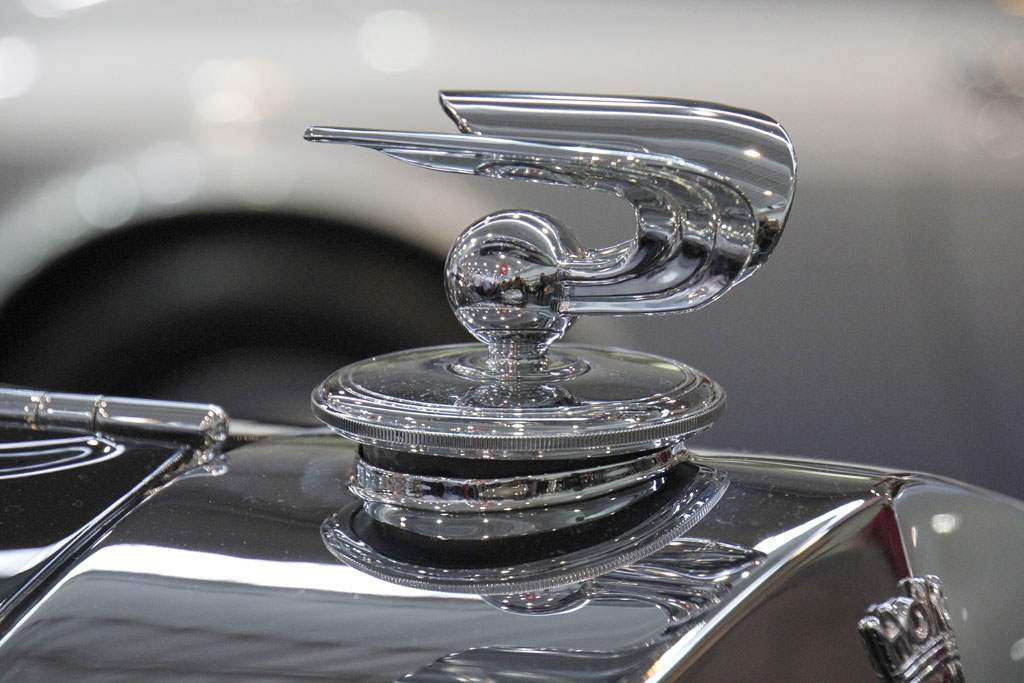
Емблема Horch

У 1913 році Альберт Хіллінгер готує спортивний автомобіль 10/30 з 3.2 л 35-сильним форсованим двигуном для участі у Swedish Winter Trials, які, не дивлячись на назву, відбувалися навесні. Хіллінгер доволі успішно виступив на змаганнях, а потім закріпив свій успіх на альпійських гонках того ж року.
Наступний передвоєнний рік ще більш урізноманітнив модельний ряд, який і без того був великий. З'явилася найменша 1.3 л модель 5/14PS, ця 14-сильна машинка отримала власне ім'я — "Поні". Інші розширення каталогів проводилося в категорії дорогих автомобілів: 18/50PS з 4.7-літровим 55-сильним і S 33/80PS зі здоровенним 8.5 л 4-циліндровим двигунами.
З початком Першої світової війни фірма перейшла на виробництво військової продукції, на базі легкових автомобілів серії 25/60 почали випускати вантажні автомобілі і автобуси, правда, їх двигуни були дефорсованими до 42 к.с.
Після війни фірма відновила виробництво довоєнних автомобілів, у 1920 році власником фірми стає бізнесмен Моріц Штаусс, і в 1921 році новий інженер фірми — Арнольд Цоллер — починає проєктувати нові двигуни з легких сплавів. Планувалося виготовити 4- і 6-циліндрові двигуни, проте він залишає фірму, не завершивши проєкт по 6-циліндровій моделі.

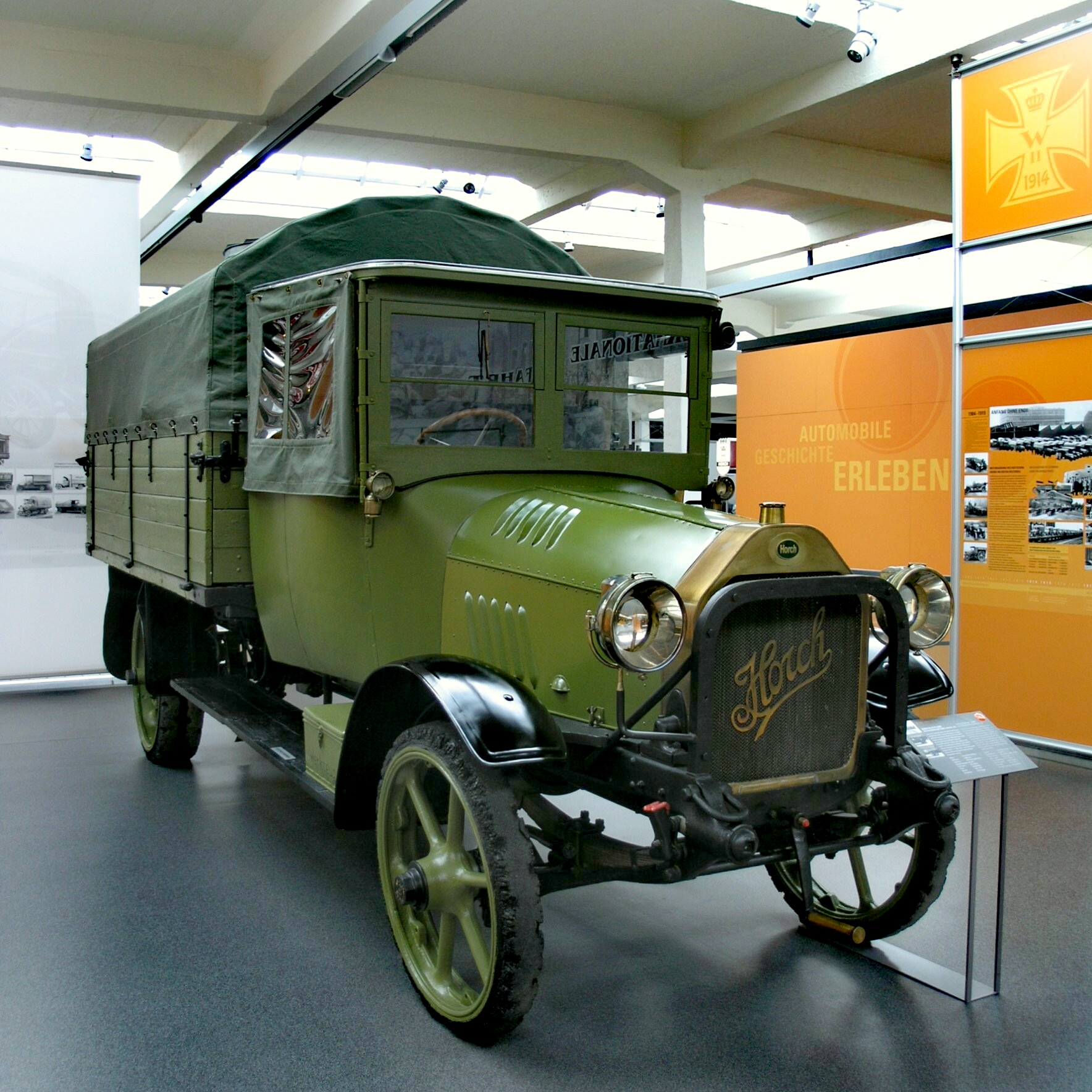
Horch 25/45PS

Однак у 1922 році запускається нова модель 10 М20, обладнана 2.6 л 35-сильним двигуном з бічним розташуванням клапанів. Автомобіль був продемонстрований на автомобільній виставці у Швеції і незабаром одна з машин була куплена шведською королівською сім'єю для полювання.
У 1923 році Штаусс наймає Пауля Даймлера, сина Готтліба Даймлера. Даймлер береться за доопрацювання єдиної серійної машини, і в 1924 році з'являється оновлена модель 10 М25, або 10/50PS. Її відмінністю від попередньої моделі стало верхнє розташування клапанів, що дало змогу зняти 50 сил, і гідравлічний привід гальм 4-х коліс. Не зважаючи на те, що машина стала на півтонни важчою попередниці, вона розвивала швидкість на 15 км/год більше (95 км/год).
Однак хворобою Даймлера були розкішні автомобілі на кшталт "Мерседесів", і він починає розробляти люкс-модель для фірми "Горх".

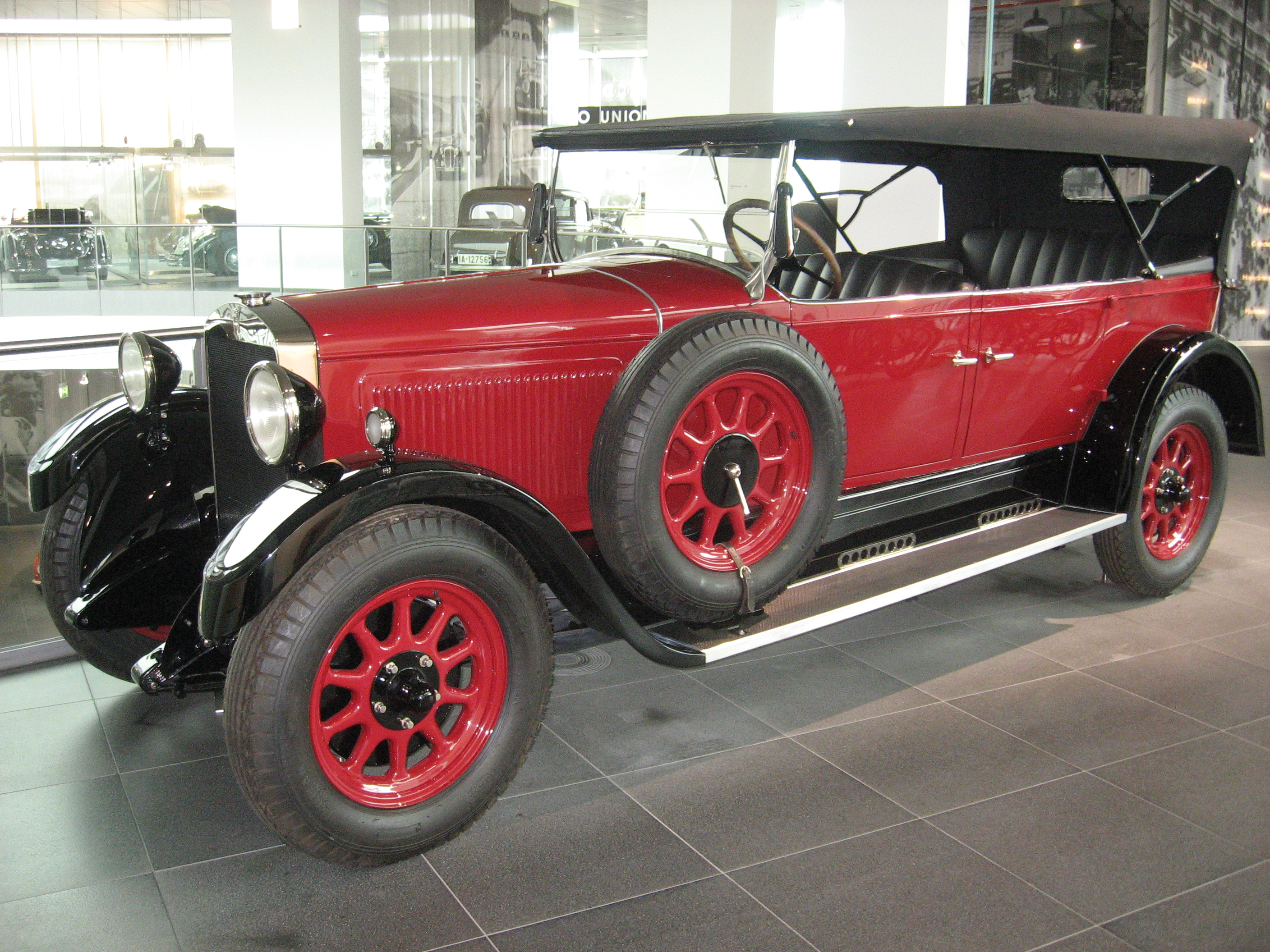
Horch 8 Type 303 12/60PS Phaeton

У 1926 році з'являється 8 Type 303, яка замінює 4-циліндрову модель. Автомобіль отримав 3.1 л двигун з рядною вісімкою і двома верхніми розподільчими валами, потужність дорівнювала 60 к.с.
Через рік з'являється укорочена версія з кузовом кабріолет — Type 304, технічно вона була ідентична "триста третій". Обидві машини мали непоганий попит, і за час їх виробництва продали близько 9000 екземплярів.

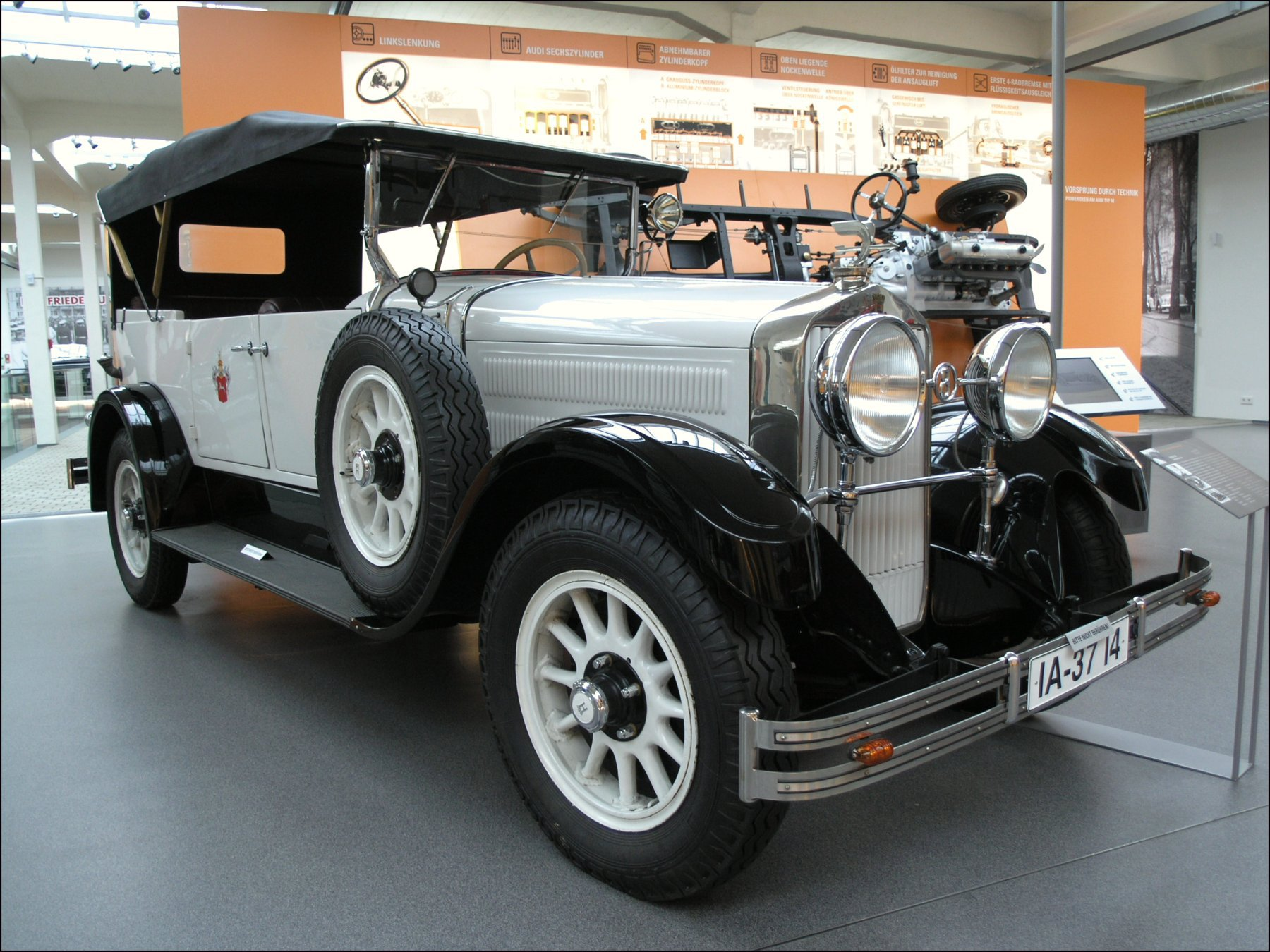
Horch 8 Type 350 16/80PS

У грудні 1927 року Пауль Даймлер випускає модернізовану версію, яка отримує двигун 3.4 л потужністю 65 к.с. Машини отримують індекс 305 і 306 відповідно (базова і коротка версія), каталожний індекс у них 13/65PS. Проте їх встигли випустити не більше 2000 екземплярів, оскільки в середині 1928 року замість них прийшла 4-літрова модель, потужністю 80 сил — 8 Type 350 16/80 PS. Фірма стала робити акцент на престижності марки, салон шикарно обробляється, кузови виготовляють найкращі кузовні ательє Німеччини. Восени 1929 року з'являється більша в габаритах модель 8 Type 375, вона мала базу на 35 см більшу базової 350, а загальна довжина кузова була близько 5.2 м.
На початку 1930 року Пауль Даймлер йде з фірми, і на його місце приходить Фріц Фідлер, він завершує модернізацію модельного ряду. У травні 1930 року з'являються автомобілі 400 і 405, що прийшли на зміну моделям 350 і 375. Головна відмінність від попередньої серії полягала в наявності підсилювача гальм і рульового механізму.
Разом з цими автомобілями дебютувало авто серії 500, яке мало під капотом 5 л двигун потужністю 100 сил. Ця машина мала всього один розподільчий вал і на відміну від більш слабких моделей оснащувалася 4-ступінчастою коробкою передач ZF-Aphon.
У січні 1931 року з'являються нові моделі з новим двигуном 4.0 л, який мав не два розподільчих вала, а один, але при цьому розвивав ту ж потужність у 80 к.с. У цьому двигуні вдалося усунути проблеми, що мали мотори, розроблені Даймлером, зокрема, зникла проблема з перегрівом.
Також ці машини отримали нову, нижчу, раму з Х-подібним підсилювачем. Машини цієї серії мали індекс 410, у серпні 1931 року з'явилася і довгобазна модель, що одержала індекс 440.
Тоді ж, у січні, була представлена 4.5 л 90-сильна модель 450 з кузовом Pullman, а через місяць — короткий варіант 420 (насправді база була стандартна, як у 410 моделі) і 470 модель з 2-дверним кузовом кабріолет на базі 450. Що цікаво, остання стала популярнішою, ніж 420 і 450. Модель 500 була перейменована в 500А, а в листопаді з'явився 2-дверний кабріолет з цим двигуном, який отримав індекс 480.

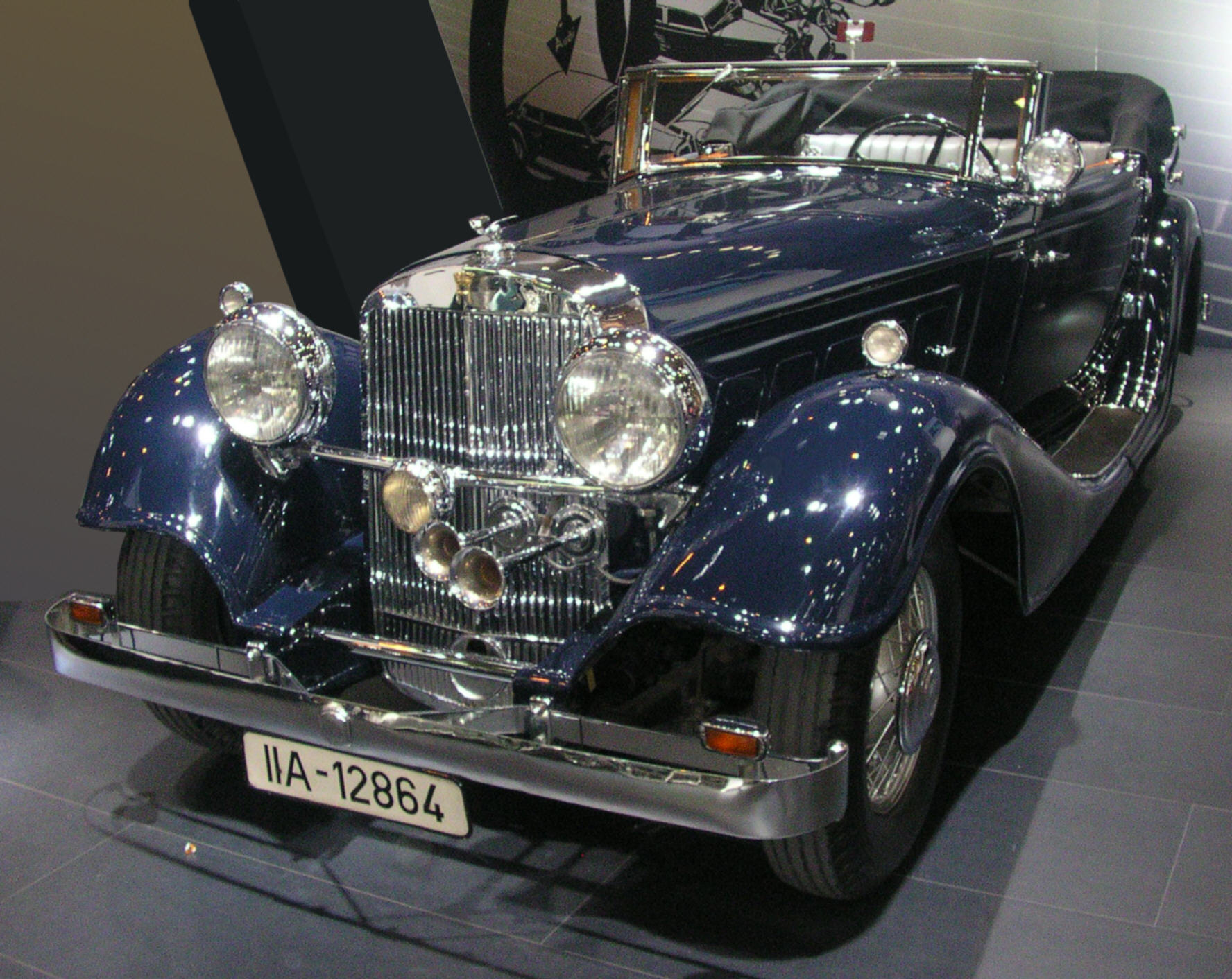
Horch 12 Type 670 Kabriolet

У липні припинилося виробництво автомобілів з 2-ма розподільчими валами і старими шасі, а у вересні 1931 року була показана машина з V12 під капотом, об'ємом 6 л і потужністю 120 сил, вона також отримала трансмісію від 5-літрової серії. З цим автомобілем "Горх" планував скласти конкуренцію великим "Мерседесам" і дорогим "Майбахам". 6-літрові двигуни мали гідравлічні компенсатори, тому відпала необхідність постійно регулювати клапани.
Менш помітною на цьому тлі стала модель 430, що теж дебютувала на Паризькій виставці у вересні, вона отримала 3-літровий одновальний двигун потужністю 65 к.с.

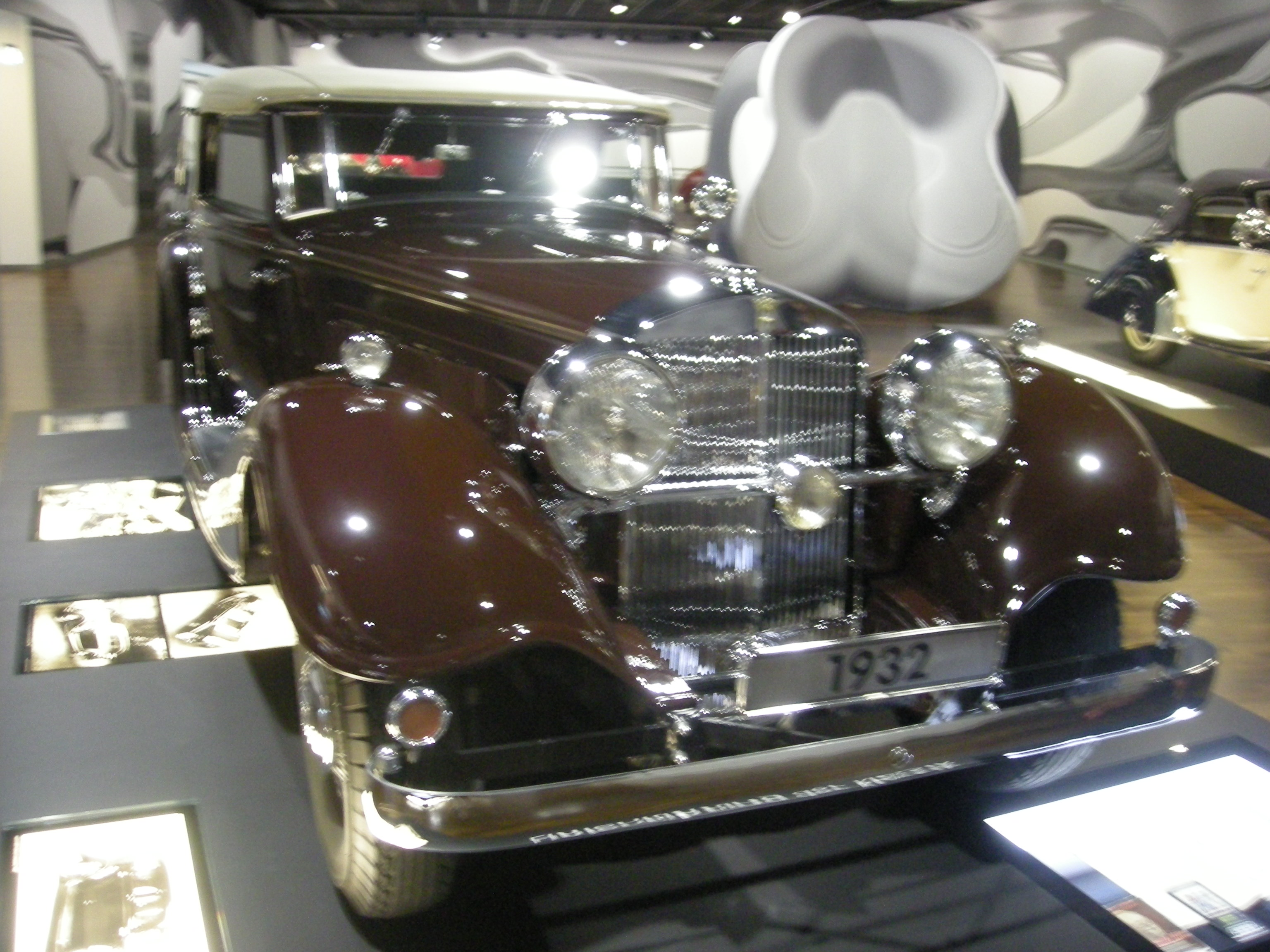
Horch 780 Cabriolet

Навесні 1932 року відбулося оновлення моделей, так з'явилася модель 710, це був варіант з кузовом кабріолет (4- і 2-дверні) на шасі довгобазної моделі 440. Тоді ж припинили виробництво моделей 450 і 470, їх замінили 720 і 750. Також 780 і 500В замінили 480 і 500А, причому 500В додала 30 см у колісній базі. У 12-циліндрової моделі також з'явився варіант з подовженою базою, він отримав назву 600.

## Horch у складі концерну Auto Union
Головною подією 1932 року стало злиття 29 червня фірм DKW, Audi, Wanderer і Horch у єдиний концерн Auto Union. Це було зроблено у зв'язку з економічною кризою, яка торкнулася й Німеччини. Наприклад, за весь рік було продано лише 21 автомобіль моделі 600 та 130 доступніших 430 "Горхів".

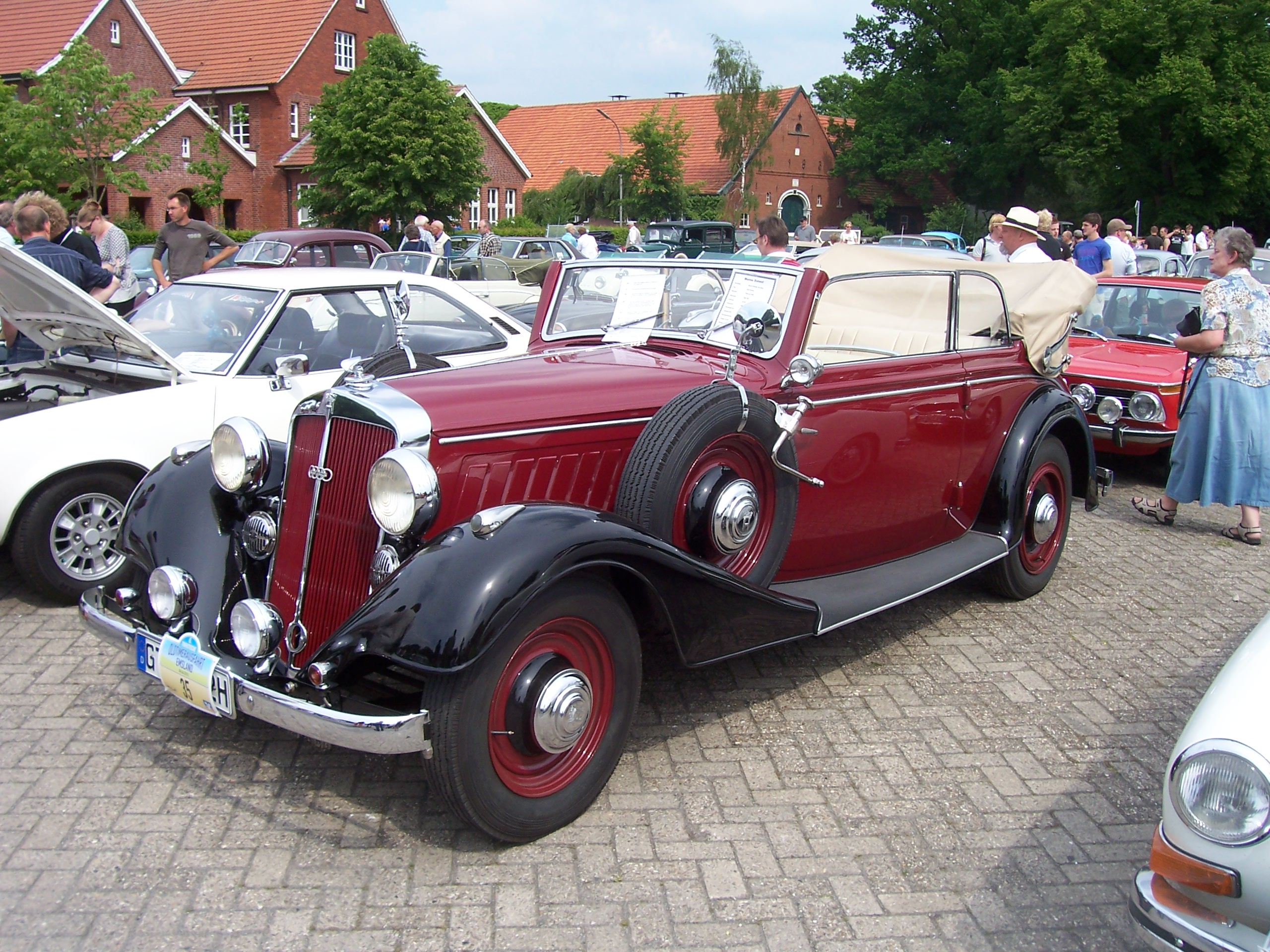
Horch 830 Kabriolet

У лютому 1933 року з'являється нове дітище Фідлера — 830 з V8 під капотом, новий двигун був об'ємом 3 л і потужністю 70 сил. Потроху нова модель стала витісняти з виробничої програми попередні моделі.
У цьому ж році на заводах фірми "Горх" у Цвікау починається збірка спортивних автомобілів Auto Union, розроблених Фердинандом Порше.
У 1934 році випускають два останніх 12-циліндрових автомобілі моделі 670. Виробничу програму складають 750В, 780В і 830, що з'явилася в 1933 році. До них додаються 830В з 3.3 л двигуном і 830R Kfz17, остання — з кузовом "кюбельваген" для потреб Вермахту.
У 1935 році двигун, встановлений у 830В, досягає об'єму 3.5 л і потужності 75 к.с. З'являється ще 2 підмоделі BK і BL (перша коротка — Kurtz, а друга з подовженою базою — Lang). Відтоді 5-літрові рядні 8-циліндрові моделі стали називатися 850. Обидві серії отримали цього року передню незалежну підвіску, на базі 850 випускали варіант 850 Sport, який мав укорочену базу.

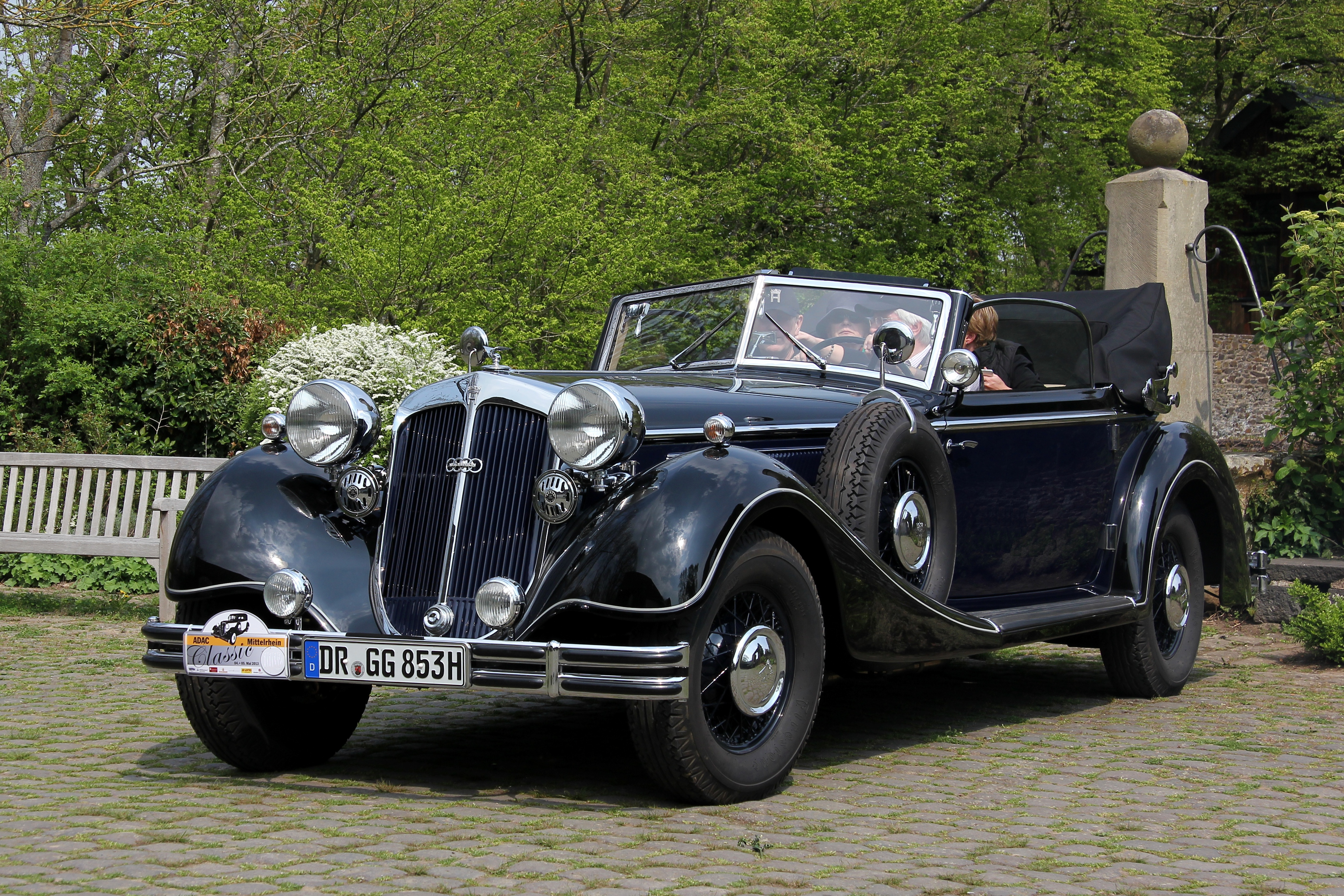
Horch 853 Kabriolet

Наступні оновлення відбулися тільки в 1937 році, коли були показані автомобілі 851. Потужність цієї моделі була доведена до 120 сил. Окрім цього, на базі 851 з'явилася модель 951, на яку була встановлена задня підвіска типу "Де Діон". А в жовтні на Берлінській автомобільній виставці був показаний спортивний кабріолет серії 853.

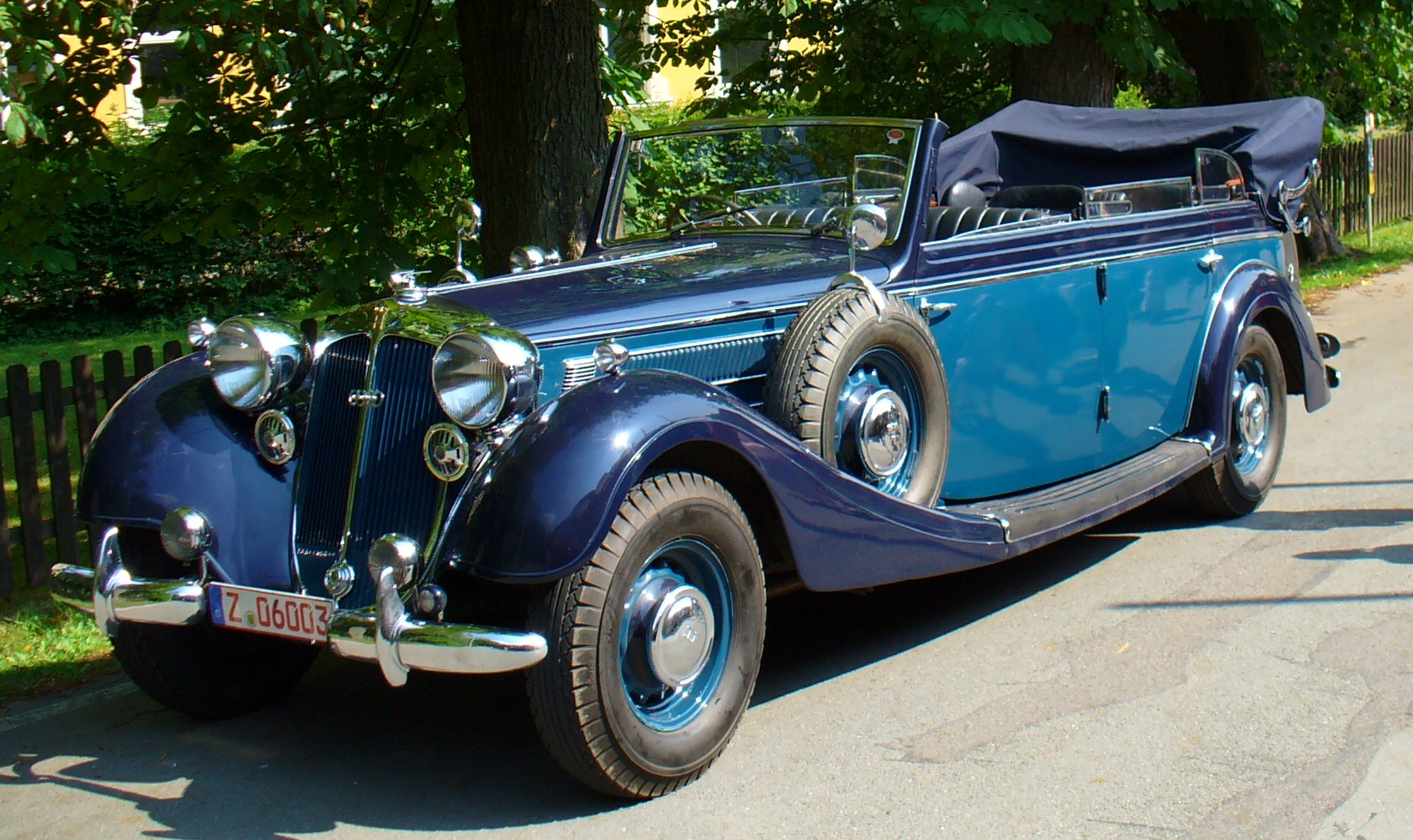
Horch 951 Pullman-Kabriolet

Він оснащувався тим же 120-сильним двигуном, задньою підвіскою від 951 моделі і 2 важелями передач, 2-ий важіль був овердрайвом, таким чином передач стало 5. Автомобіль викликав фурор, і лише протягом виставки було зроблено 50 замовлень, а до кінця року було поставлено всього 62 екземпляри цього автомобіля.

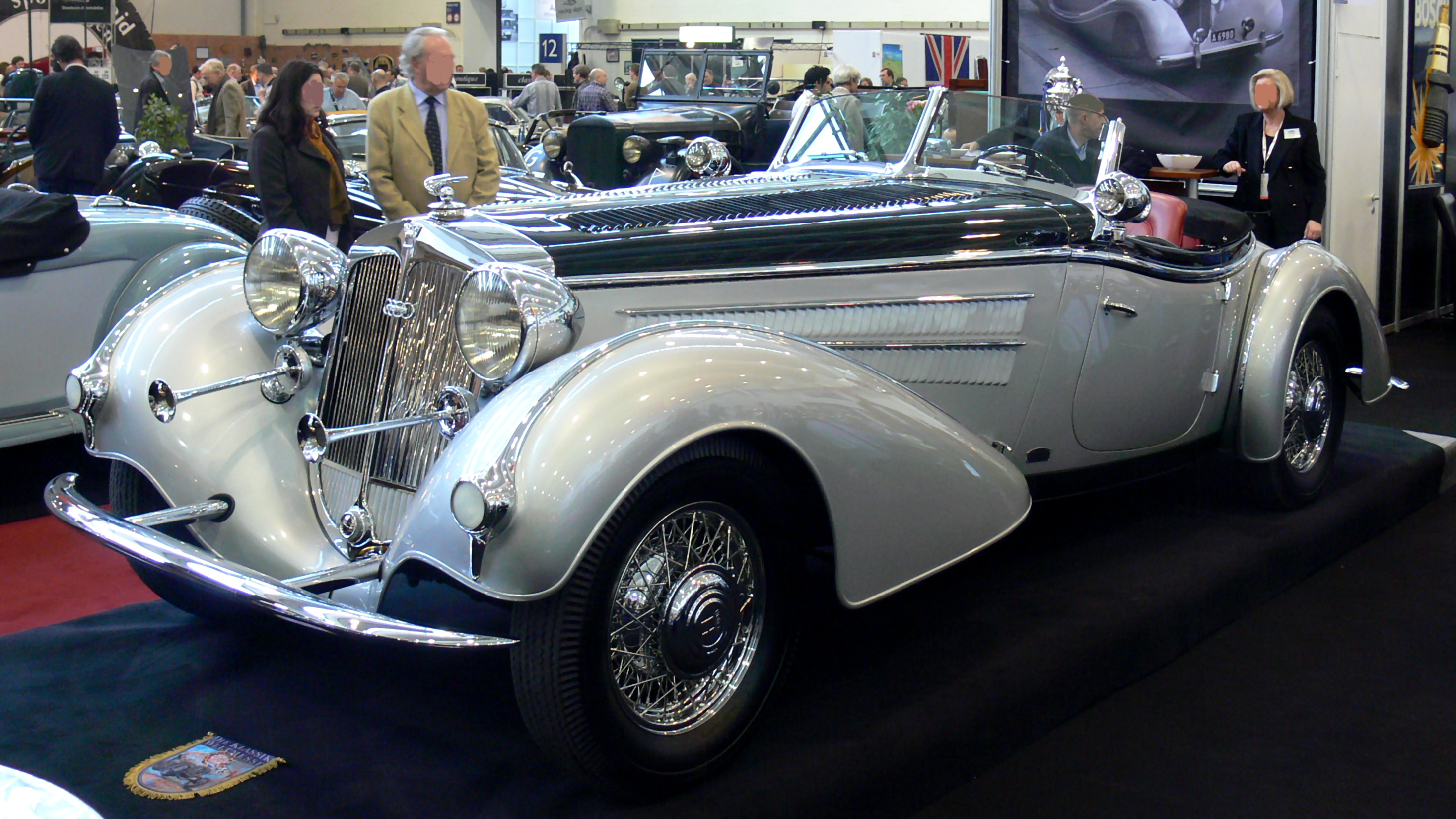
Horch 855 Erdmann & Rossi Special Roadster

У 1938 році "овердрайв" отримали й автомобілі 951-ї моделі. А на укорочених шасі 853А фірма будує фантастичні родстери, які отримали індекс 855.
Тим часом на моделі 830 і 930 встановлено новий двигун  — об'ємом 3.8 л і потужністю 82 к.с. Ці моделі отримують приставку V на кінці, також для потреб Вермахту запускаються моделі 901 і 108 з V8 3.5 л.
У 1939 році V8 було форсовано до 92 к.с., а головний фурор на стенді фірми, розташованому на Берлінській виставці, яка проходила в квітні, здійснив обтічний 930S з 3.8-літровим двигуном V8. Літера S означала Stromlinen, тобто "Обтічний". Коефіцієнт обтічності у великого лімузина дорівнював 0,43Сх.

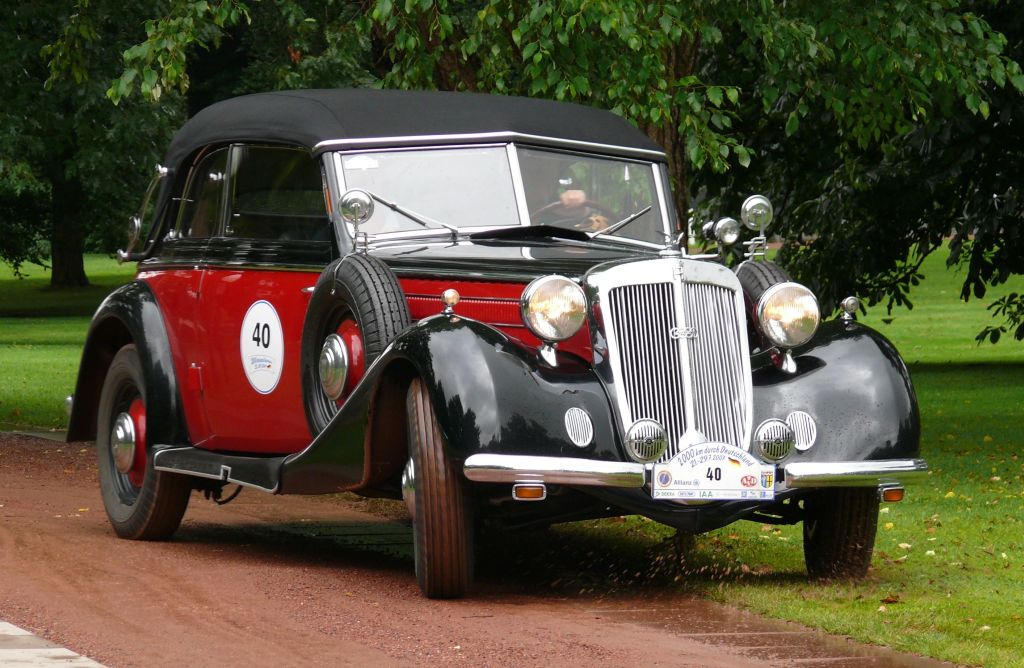
Horch 930V

До Другої світової війни разом з прототипом встигли побудувати всього 2 екземпляри. Машина мала цікаву фішку — в її передньому крилі розташовувалася раковина з краном, який був встановлений для того, щоб, наприклад, після заміни колеса не сідати за кермо з брудними руками.
Виробництво легкових автомобілів, які були улюбленими молодшого офіцерського складу Третього Рейху, було призупинено до кінця 1940 року. Під час Другої світової фірма випускала військові штабні автомобілі серій 108, 801 і 901, вони комплектувалися двигунами 3.6 або 3.8 л потужністю 78 або 90 сил.
У 1944 році завод сильно постраждав під час бомбардування, після війни завод опинився на території, яка належала до радянської зони окупації. Із заводу пішли ключові особи, зокрема і Ріхард Брюн, який був керуючим Auto Union, також Саксонію покинув Август Горх. Брюна заарештують у британській зоні окупації і посадять у табір за посібництво фашистам до 1949 року, потім він вийде з табору і займеться відновленням фірми Auto Union, правда, тепер в Інгольштадті.

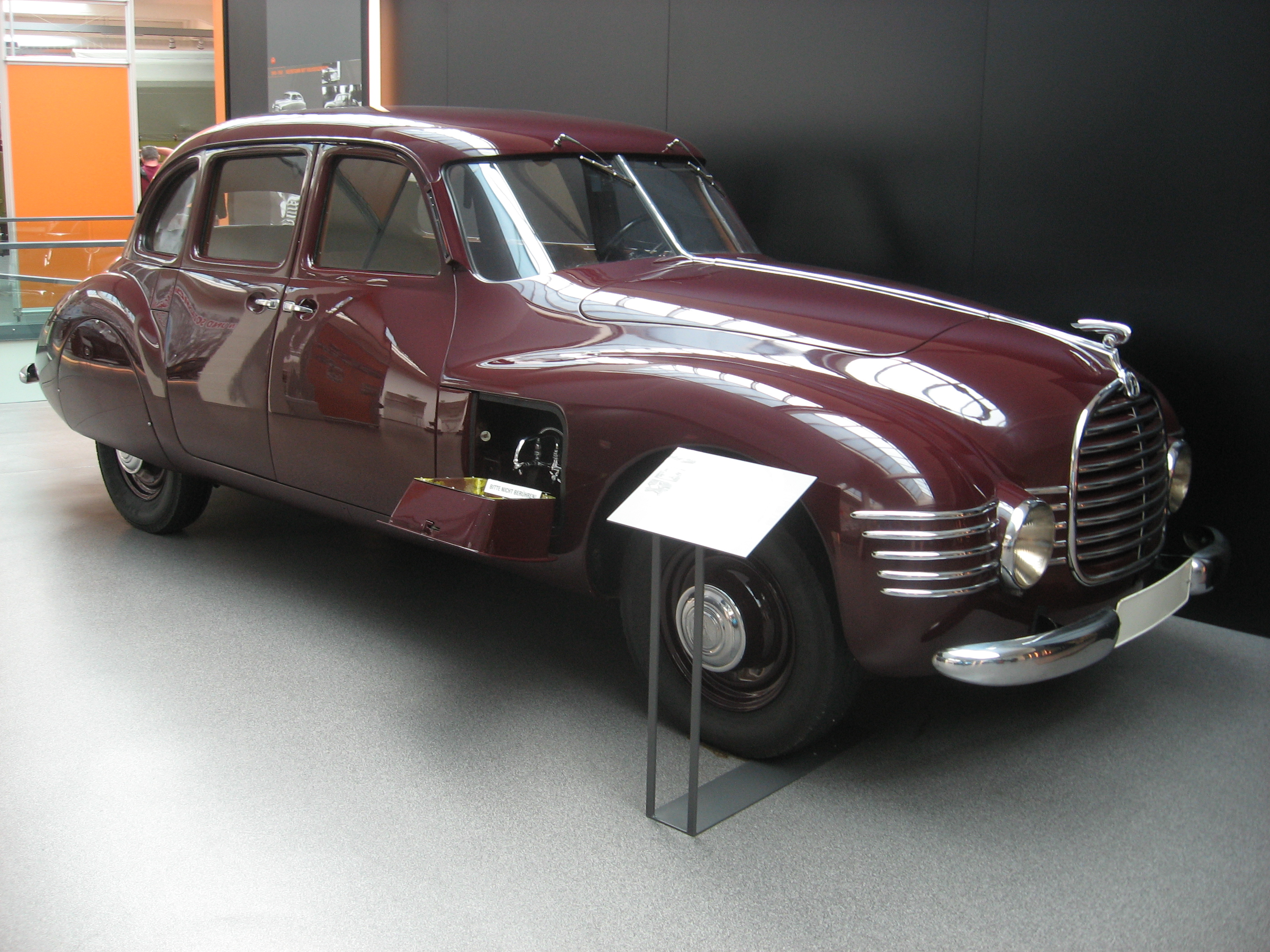
Horch 930S 1948 року

Тим часом фірму "Горх", яка виявилася на "радянській" території, в 1948 році перейменували в VEB HORCH Kraftfahrzeug- und Motorenwerke Zwickau. На прохання коменданта заводу — майора Сефер'янца — відновлюється випуск автомобілів 930S з дизайном 1939 року. Було випущено 3 автомобілі, після чого носову частину змінили, і з новою "мордою" було виготовлено ще 4 машини. Окрім цих "великих" автомобілів для офіцерського складу, почалося виробництво вантажівок Horch Н3 і тракторів для сільського господарства Horch RS03.

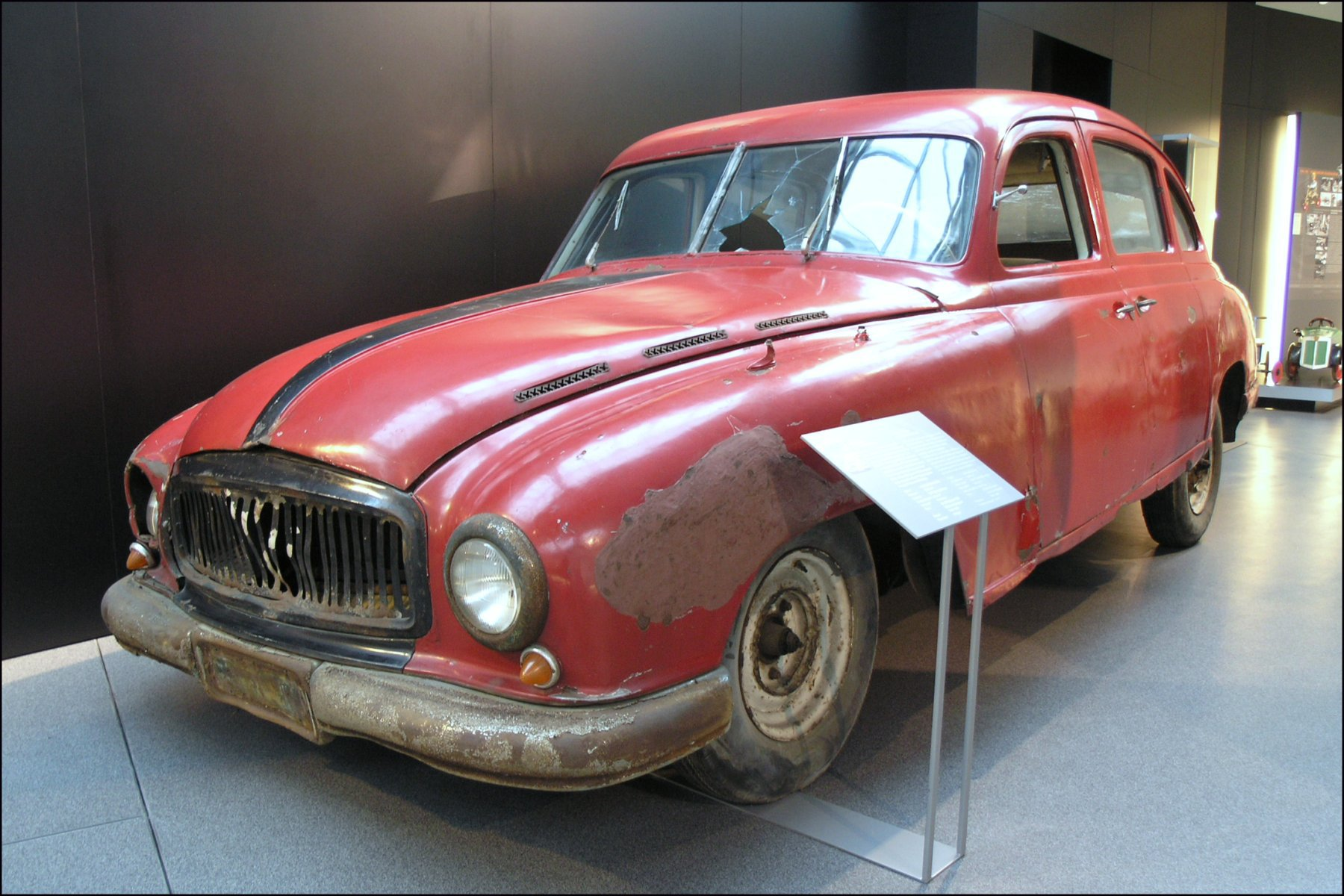
Horch 920S

У 1950 році завод побудував прототип 920S, на ньому стояла рядна 6-ка 3.3 л потужністю 75 к.с. Машину планувалося оснащувати такими буржуазними опціями, як кондиціонер і радіо, але керівництво СРСР відмовило у фінансуванні проєкту: країні потрібні були інші машини. У 1952 році для потреб армії НДР запускається в серію позашляховик Horch P2, побудований за кресленнями військових часів, але з 6-циліндровим двигуном 2.4 л "ЕМВ".

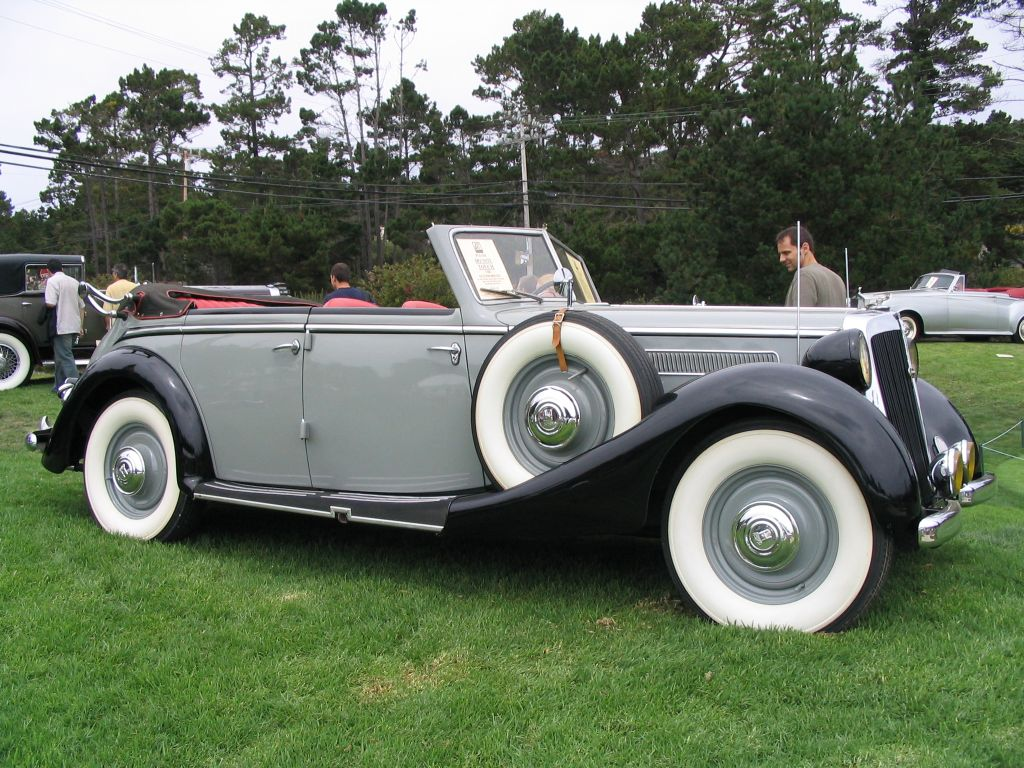
Horch 930V

Тим часом у 1953 році у ФРН доктору Брюну, главі фірми "Ауто Юніон", будується представницький лімузин на базі шасі Horch 930BL, що залишилися на складі. Автомобіль будували працівники фірми DKW, і саме ця машина 1953 року вважається останнім справжнім "Горхом", який, до речі, потрапив за кілька років до смерті її господаря в США, де нещодавно і був виявлений у дуже жалюгідному стані.

## Припинення виробництва автомобілів. Закриття компанії
Тим часом у НДР тривала підготовка до виробництва нового покоління легкових автомобілів Horch P240.

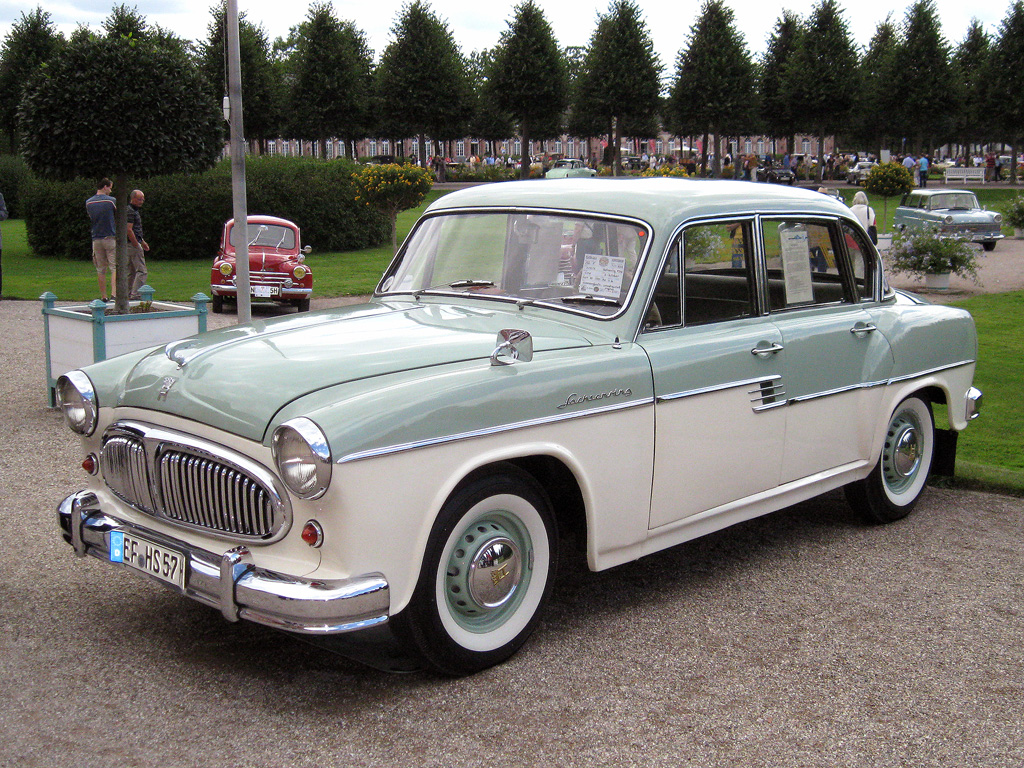
Horch P240

Рада економічної взаємодопомоги дозволила виробляти представницькі автомобілі не тільки в Чехословаччині, але й у НДР. Новий "Горх" оснащувався рядним 6-циліндровим двигуном об'ємом 2.4 л і потужністю 80 к.с. Він був побудований на основі довоєнного двигуна BMW, які потім випускалися в НДР під маркою EMW. Наприкінці 1955 року машина пішла в серію, у липні 1957 року відбувся незначний фейсліфт моделі, і машина стала називатися Sachsenring Р240 (гоночна траса Саксонії). Справа в тому, що "Ауто Уніон" подає до суду, оскільки права на марку "Горх" належать їй. І в липні завод перейменували в VEB Sachsenring Kraftfahrzeug- und Motorenwerke Zwickau на честь прилеглої гоночної траси.
Тим часом Рада економічної взаємодопомоги вирішує припинити виробництво моделі Р240, оскільки замість 8000-9000 машин на рік за весь час було випущено менше 1400 екземплярів, у тому числі 7 універсалів для держтелебачення НДР і кілька парадних фаетонів для армійських чинів (до речі, на такій машині возили Гагаріна під час його візиту в НДР). У 1959 році замість економічно невдалої моделі чиновникам почали постачати "Волги" та "Чайки" з СРСР. А тим часом завод, який випускав розкішні лімузини, родстери і найшвидші на гоночних трасах боліди Auto Union, перейшов на виробництво "Трабантів", які вже й самі стали надбанням історії.
Усього за весь час було випущено близько 35 000 автомобілів цієї марки.

## Список легкових автомобілів Horch
- 1900 - Horch 4/5PS
- 1902 - Horch 10/12PS
  - Horch 10/16PS
- 1904 - Horch 14/17PS
  - Horch 18/22PS
- 1905 - Horch 35/40PS
- 1906 - Horch 31/60PS
- 1907 - Horch 26/65PS
- 1908 - Horch 11/22PS
  - Horch 23/40PS
- 1909 - Horch 25/60PS
- 1910 - Horch 10/30PS
  - Horch 12/30PS
  - Horch 17/45PS
  - Horch 15/30PS
- 1911 - Horch 6/18PS
  - Horch 8/24PS
  - Horch 12/28PS
- 1912 - Horch 14/40PS
- 1914 - Horch 5/14PS
  - Horch 18/50PS
  - Horch S 33/80PS
- 1922 - Horch 10 M20
- 1924 - Horch 10 M25
- 1926 - Horch 8 Type 303
- 1927 - Horch 8 Type 304
  - Horch 8 Type 305
  - Horch 8 Type 306
- 1928 - Horch 8 Type 350
- 1929 - Horch 8 Type 375
- 1930 - Horch 8 Type 400
  - Horch 8 Type 405
  - Horch 8 Type 500
- 1931 - Horch 8 Type 410
  - Horch 8 Type 440
  - Horch 8 Type 450
  - Horch 8 Type 420
  - Horch 8 Type 470
  - Horch 8 Type 500A
  - Horch 8 Type 480
  - Horch 12 Type 670
  - Horch 8 Type 430
- 1932 - Horch 8 Type 710
  - Horch 8 Type 720
  - Horch 8 Type 750
  - Horch 8 Type 780
  - Horch 8 Type 500B
  - Horch 12 Type 600
- 1933 - Horch 830
- 1935 - Horch 850
- 1937 - Horch 851
  - Horch 951
  - Horch 853
- 1938 - Horch 855
  - Horch 930
  - Horch 901
  - Horch 108
- 1940 - Horch 801
- 1952 - Horch P2
- 1955 - Horch P240